# Chapeuzinho de Todas as Cores
Chapeuzinho de Todas as Cores é uma série de animação brasileira desenvolvida pelo estúdio Animaking, em animação 2D Digital. A primeira temporada conta com 13 episódios de 7 minutos cada, sendo transmitida na TV Cultura à partir de 12 de janeiro de 2019 às 7:35 horas da manhã, além de também ser transmitida na TV paga pelo canal Gulli e estar disponibilizada nas plataformas de transmissão on-line Amazon Prime, Play Kids, Now Net, GVT e Looke, também disponibilizado pelo canal Animaflix no Youtube. A série é uma adaptação do livro "Chapeuzinho Amarelo" escrito por Chico Buarque e ilustrado por Ziraldo.

## Sinopse
A série Chapeuzinho de todas as cores tenta nos trazer à tona o controle, auto confiança e amadurecimento das crianças. A personagem principal lida com vários desafios infantis do quotidiano, em que ela tenta ver o lado bom de cada situação, e encontrar sagacidade para enfrenta-los, estimulando as crianças a serem independentes e fortes, prontas para enfrentar sozinhas os obstáculos e desventuras que passam no decorrer de suas infâncias. Em cada episódio é apresentada uma nova cor de chapeuzinho e um novo rito de empoderamento infantil.

## Episódios
- '1 O Primeiro Dia de Aula'

Chapeuzinho coloca o chapéu branco e vai jogar bola no quintal. Ela lembra que a escola começará em poucos dias e isso desperta a sombra do lobo nela, que se disfarça como sua vizinha, e a ameaça com os novos problemas que se aproximam da menina. Em sua mente, a situação do primeiro dia de escola cresce dentro dela.
- '2 Falar Com Quem Gosta'

Chapeuzinho usa o chapéu rosa e vai jogar na praça. Ela se depara com o garoto que ela gosta e isso desperta a sombra do lobo, que se disfarça como outra criança e a envenena com seus comentários. Em sua mente, sua timidez de falar com o menino cresce.  
- '3 Dia de Competição'

Chapeuzinho usa o chapéu verde e amarelo e vai à competição em sua escola. No caminho, ela se sente tímida para enfrentar a outra equipe e isso desperta a sombra do lobo, que se transforma em seu treinador, que brinca com ela psicologicamente. Em sua mente, a imagem de deixar o seu time na mão cresce dentro dela.  
- '4 O Boletim'

Chapeuzinho usa o chapéu vermelho e ela se prepara para ir à escola. Ela lembra que está prestes a receber o relatório da escola, e isso desperta a sombra do Lobo que se disfarça como o pai do amigo, que está irritado com as notas do filho.
- '5 O Escuro'

Chapeuzinho usa seu chapéu preto e vai jogar bola no quintal. A noite aproxima-se com a sua escuridão, o que desperta a sombra do Lobo, que se disfarça como seu vizinho. Em sua mente, Chapeuzinho fica com medo dos monstros que não consegue ver no seu quarto. 
- '6 Falar em Público'

Chapeuzinho usa o chapéu marrom e vai para a escola. Ela lembra que ela tem que ler em voz alta em frente a toda a classe e isso desperta a sombra do Lobo que se disfarça como um de seus colegas e diz palavras de desânimo. Em sua mente, ela imagina cometer erros no discurso e todos rirem dela.  
- '7 Levar Bronca'

Chapeuzinho usa seu chapéu roxo e vai jogar bola no quintal. Ela quebra uma janela de vidro e desperta a sombra do Lobo que se disfarça como o jardineiro, que envenena sua mente. Em sua mente, sua mãe fica brava com ela.
- '8 Novo Irmão'

Chapeuzinho usa o chapéu azul claro e vai para a escola. Na escola, ela diz a uma colega de classe que sua mãe vai lhe dar um irmãozinho. Enquanto pensa nisso, ela tem dúvidas se seus pais vão esquecê-la, e isso desperta a sombra do Lobo que se disfarça como seu colega de classe e faz comentários que minam sua confiança e amor próprio. Em sua mente, ela seria deixada de fora de sua família.
- '9 O Mar'

Chapeuzinho usa o chapéu azul e vai à praia com sua família. Quando eles estão na praia, seu pai a convida a nadar no mar, e isso desperta nela a sombra do Lobo, que se disfarça como vendedor de sorvete. Em sua mente, ela poderia se afogar e esse sentimento cresce dentro dela.
- '10 Mudar de Casa'

Chapeuzinho usa o chapéu de laranja e vai para o quintal. Sua mãe a lembra que eles vão mudar de casa e isso desperta a sombra do Lobo nela, que se disfarça como motorista do caminhão de mudança. Em sua mente, as dúvidas sobre essa nova casa crescem dentro dela.
- '11 Perder um Amigo'

Chapeuzinho usa o chapéu cinza e vai para a escola. Na escola, ela fala com um amigo, que lhe diz que está se mudando para outra cidade. Isso desperta a sombra do Lobo nela, que se disfarça como colega de classe que perdeu todos os seus amigos. Em sua mente, a situação de perder seu amigo cresce dentro dela.
- '12 Ir ao Dentista'

Usando o chapéu de água verde no café da manhã, Chapeuzinho é advertida por sua mãe que ela tem uma consulta com o dentista, o que desperta a sombra do Lobo nela disfarçando-se como a secretária do dentista que lhe põe pavor em estar dentro da sala do dentista.
- '13 Tomar Injeção'

Chapeuzinho usa o chapéu violeta na escola, e é informada que todos serão vacinados, despertando a sombra do Lobo nela que se disfarça de enfermeira a levando a ter o mau pressentimento de uma injeção dolorosa.

## Vozes
- Chapeuzinho - Isadora Sánchez
- Lobo - Paolo Conti
- Pedrinho - Heitor Oliveira Monteiro
- Pai - Lauro Erno Von Muhlem
- Mãe - Camila Kauling
- Zeca - Enzo Zanatta de Sousa